# Hornweidbach
Der Hornweidbach ist ein 920 Meter langer rechter Zufluss des Lunnerenbachs in den Gemeinden Aesch und Birmensdorf im Kanton Zürich. Er entwässert einen kleinen Abschnitt im Zentrum des Holzbirrliberg-Hügelzuges.
Der Bach wird erstmals am 14. August 1562 bei der Erneuerung der Offnung von Birmensdorf als Reuenthaler bächli erwähnt. Er entsprang früher dem Reuent(h)al genannten Ried, das um 1920 trockengelegt wurde. Während der Gesamtmelioration der Gemeinde Aesch in den 1940er Jahren wurden im Quellgebiet mehrere Entwässerungsleitungen verlegt, die den Bach heute vorwiegend speisen. In den 1950er Jahren folgte der Hof Reutetal, der am heutigen Standort des Rieds steht. Noch heute sind die umliegenden Feldern, die vorwiegend den Bodentyp Pseudogley-Braunerde besitzen, von Stauwasser geprägt und teilweise bis zur Oberfläche porengesättigt.

## Geographie

### Verlauf

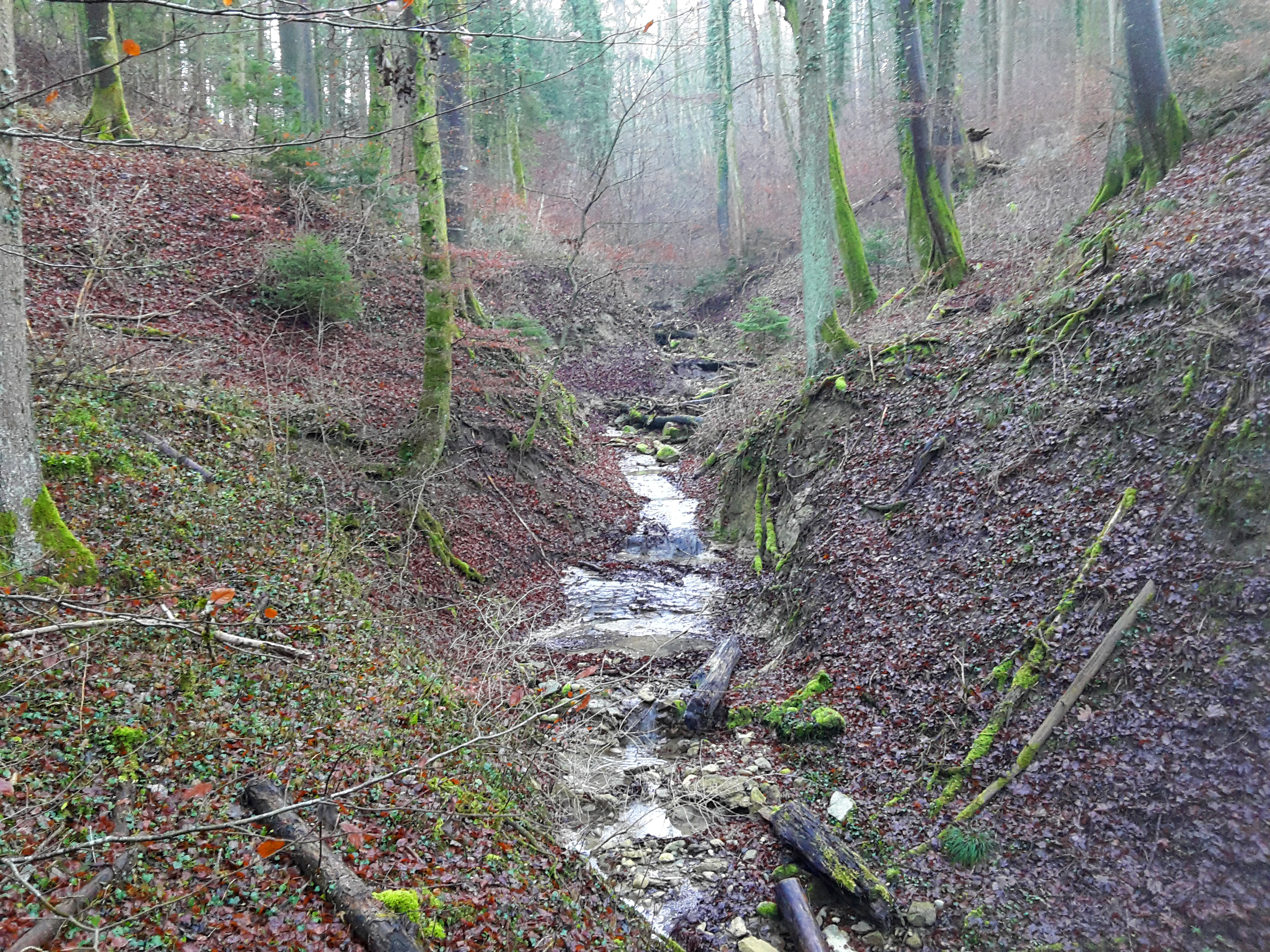
Mittellauf des Hornweidbachs

Der Hornweidbach entsteht heute eingedolt auf etwa 583 m ü. M. beim Zusammenfluss zweier Entwässerungsleitungen direkt beim Hof Reutetal am Holzbirrliberg-Hügelzug wenig südöstlich des Altenbergs (599 m ü. M.). Das Quellgebiet liegt südlich des Horns zwischen dem Tal des Aescherbachs im Osten und dem Gruenhaldentobel des Lunnerenbachs im Westen.
Der Bach tritt nach rund 70 Meter langem Bachlauf erstmals in einem nach Südosten ragenden, breiten Waldstreifen an die Oberfläche. Das früher Altenbergerholz genannte Waldgebiet wird im Osten von der namensgebenden Hornweid und im Süden von den Feldern im Reuental eingegrenzt. Er behält den Kurs bei und gräbt sich in einem Tobel tief in die Moräne ein, wobei er auf die Obere Süsswassermolasse gestossen ist. Nach der Einmündung eines namenlosen Zuflusses von links fliesst er nach Norden, wobei er sich in den östlichen Abhang des Altenbergs eingräbt. 
Der Hornweidbach überschreitet die Gemeindegrenze zu Birmensdorf, wo er sich erneut nach Nordwesten wendet und nun das Cholholz durchfliesst. Er mündet schliesslich bei Schauber wenig südlich von Vorderaltenberg auf 506 m ü. M. von rechts und Süden in den Mittellauf des Lunnerenbachs.